# Claude Grunitzky
Claude Grunitzky (Lomé, 28 febbraio 1971) è un giornalista e imprenditore togolese naturalizzato francese, attivo a New York. Deve la sua fama anche al suo giornale Trace Magazine e al suo movimento Transculturalisme.

## Biografia
Nato e cresciuto in gran parte a Lomé, è discendente da una famiglia meticcia; gli antenati provengono dalla Polonia (allora in piccola parte nell'Impero Tedesco). Suo padre Otto Grunitzky è ambasciatore per il Togo, mentre il prozio è il presidente Nicolas Grunitzky. A 7 anni parte per gli Stati Uniti, dopo di che passa in Francia, dove inizia gli studi primari e secondari. A vent'anni inizia gli studi in Scienze Politiche. Studia poi finanza nel Regno Unito; appassionato di moda e cultura, inizia a scrivere per i giornali importanti. Nel 1995 a soli 24 anni fonda il Magazine True (che in seguito diventerà Trace). Nel 1998 passa a New York dove conserva ancora l'edizione in inglese. Nel 2002 fonda Trace TV, conserva la carica di presidente della compagnia. Fonda inoltre il movimento Transculturalisme. Vive e lavora principalmente a New York.

## Opere
- En Codirection avec Liz Farrelly : Jam : Music + Style, Londres, Booth-Clibborn, 1996
- Transculturalism : How The World Is Coming Together, New York, powerHouse, 2004
- En Codirection avec Steven Psyllos : 10 Years of TRACE, New York, Londres, Booth-Clibborn/Abrams, 2007
- Transculturalismes. Essais, récits et entretiens, Paris, Grasset, 2008